# ماريو براغا
ماريو براغا (بالإنجليزية: Mario Braga)‏ (6 يناير 1973 بريو دي جانيرو في البرازيل - ) هو مدرب كرة قدم ولاعب كرة قدم أمريكي في مركز حراسة المرمى. لعب مع Miami Dade FC ‏.